# エドワード・テラー
エドワード・テラー（Edward Teller、 もとのハンガリー名ではテッレル・エデ（Teller Ede）、 1908年1月15日 - 2003年9月9日）は、ハンガリー生まれでアメリカ合衆国に亡命したユダヤ人理論物理学者である。アメリカ合衆国の「水爆の父」として知られる。ローレンス・リバモア国立研究所は彼の提案によって設立された。
本来の専門分野では、原子核物理学、分子物理学などで多くの業績があり、代表的なものにヤーン・テラー効果やBETの吸着等温式がある。

## 生涯

### 生い立ちと学歴
1908年、オーストリア＝ハンガリー帝国のブダペストで弁護士の父と、銀行家の娘で4カ国語をこなす才媛の母のもとに生まれた。テラー家は、裕福なユダヤ人知識階級であった。幼少のころから算数の才能を見せ、学校に上がる前に足し算・引き算のみならずかけ算を覚えたという逸話がある。
11歳のころの1919年3月21日、オーストリア＝ハンガリー帝国は崩壊し、クン・ベーラ率いるハンガリー共産党が権力を奪取し、ハンガリー・ソビエト共和国を建国。ハンガリーの貴族や地主・資本家階級とされた人々の企業・土地といった資産をすべて没収し、国有化した。
この影響で父マックスが弁護士の職を失い、一家は貧窮した。 同年8月、ハンガリー・ソビエト共和国はホルティ・ミクローシュ大将率いるハンガリー国新陸軍によって崩壊。不幸なことに、クンはユダヤ人であり、ハンガリー共産党指導部の多くもユダヤ人であった。ハンガリーの伝統的な反ユダヤ主義とホルティによる白色テロの高まりを受け、一家は1926年にハンガリーを去り、ドイツへ移住した。テラーが18歳の時であった。
テラーはブダペストで短期間化学工学を学んでおり、ドイツで高等教育を受け、そこでも同じく化学そして数学を学び、1930年にライプツィヒ大学のヴェルナー・ハイゼンベルクの元で物理学の博士号を取得した。その後、ゲッティンゲン大学で助教授として2年を過ごした。
1933年にドイツの政権を握ったアドルフ・ヒトラーが反ユダヤ主義政策を取り始めると、テラーは1934年、ユダヤ人救出委員会の助けでドイツを離れる決心をした。一時期イングランドに滞在した後、ニールス・ボーアのいたコペンハーゲンで1年を過ごし、1935年8月、アメリカ合衆国に移住した。また、その直前の1934年2月、テラーは初恋の人ミチ (Mici) と結婚している。同じハンガリー出身のレオ・シラードが、アルベルト・アインシュタインの署名入りの書簡を使ってアメリカ政府に原子爆弾の研究を働きかけた際には、ユージン・ウィグナーとともにその活動に加わっていた。
幼少時代のハンガリーでの好ましくない経験にもかかわらず、1930年に世界恐慌の波がドイツに押し寄せ、資本主義の崩壊を目の当たりにしたテラーは、社会主義・共産主義に両義的感情と興味を抱いていた。 しかし、アメリカ合衆国に渡った後、コペンハーゲンで共に学んだ友人のレフ・ランダウがソ連政府によって逮捕され、大粛清（大テロル）の実態を伝え聞くなどしてソ連への反感を次第に強めていった。 1943年にスターリン体制の下での理不尽な裁判と粛清を描いたアーサー・ケストラーの小説『真昼の暗黒』を読んだことが決定的な契機となって、以降は根強い反共感情を抱くようになった。

### 水爆開発
1941年までジョージ・ワシントン大学で教鞭を執り、そこでジョージ・ガモフに出会ったテラーは、1942年、ブリッグス委員会 (Briggs committee) で働きながら、マンハッタン計画に参加する。第二次世界大戦中、テラーはロスアラモス国立研究所の理論物理学部門に所属し、核分裂だけの核爆弾から核融合を用いた超強力爆弾（水素爆弾）へ核兵器を発展させるべきだと強く主張した。1945年、ニューメキシコでの世界初の原爆実験（トリニティ実験）に立ち会い、「なんだ、こんなちっぽけなものなのか」と感想を述べたとされる。また、テラーは日本への原爆投下に関して当初は実戦使用に賛成していたものの、戦後は「具体的警告なしに広島を爆撃したのは不必要であり間違いであった。」と述べ、代替案として「東京湾上空への夜間デモンストレーション」という威嚇投下のアイデアを述べた。1946年にテラーはロスアラモスを離れ、シカゴ大学の教授になる。
1949年のソビエト連邦の核爆発成功の後、1950年にロスアラモスへ戻って水爆計画に携わったテラーは、水爆を「マイ・ベイビー」と呼んでいたという。テラーとスタニスワフ・ウラムが実際に作動する水爆の設計を思い付いたとき、彼の人の手柄を自分のものとする、部下の面倒を見ないなどの性格からテラーは計画の長に選ばれなかった。テラーは再度ロスアラモスを去り、1952年、新たに設立されたカリフォルニア大学放射線研究所のローレンス・リバモア支部に加わる。1954年、身上調査の審問を受けた際にテラーがロバート・オッペンハイマーを非難したことが元で、オッペンハイマーは公職追放となり、テラーと科学者達、またオッペンハイマーとの間の溝は広がることになる。またその後は科学者からは相手にされなくなり、「水爆の父」と唯一持ち上げてくれる政治家、軍人との付き合いにのめり込んで行った。

### アラスカ人工港計画

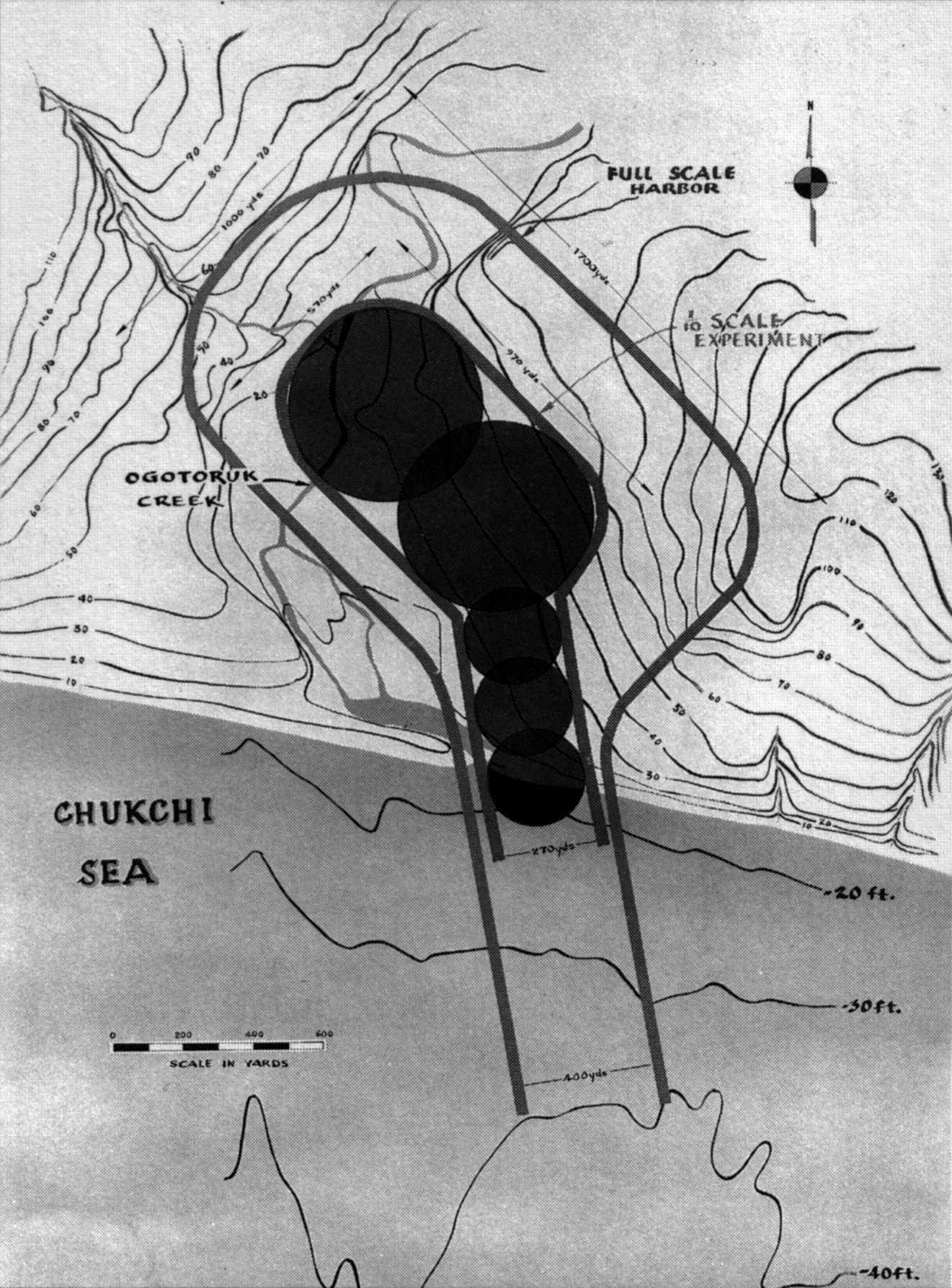
チャリオット作戦計画図

1950年代に、テラーはアラスカに核爆発を利用して大規模な人工港を作るという「チャリオット作戦」を公表した。これは、アラスカには無人の荒野が広がっているという先入観があってのことだったが、そこはアメリカ大陸で最も古くから人類が住む土地であった。その結果、民族意識に目覚めたエスキモーやインディアンなどのアラスカ原住民を中心とする反対運動が高まり、この計画は幻と終わった。

### 核開発の推進者
1958年から1960年にかけ、テラーはローレンスリバモア国立研究所の所長になった後、カリフォルニア大学バークレー校で教える傍ら、同研究所の副所長をつとめた。1975年、テラーは引退してリバモア研究所の名誉所長に指名され、フーバー研究所のシニア研究員にも任命される。

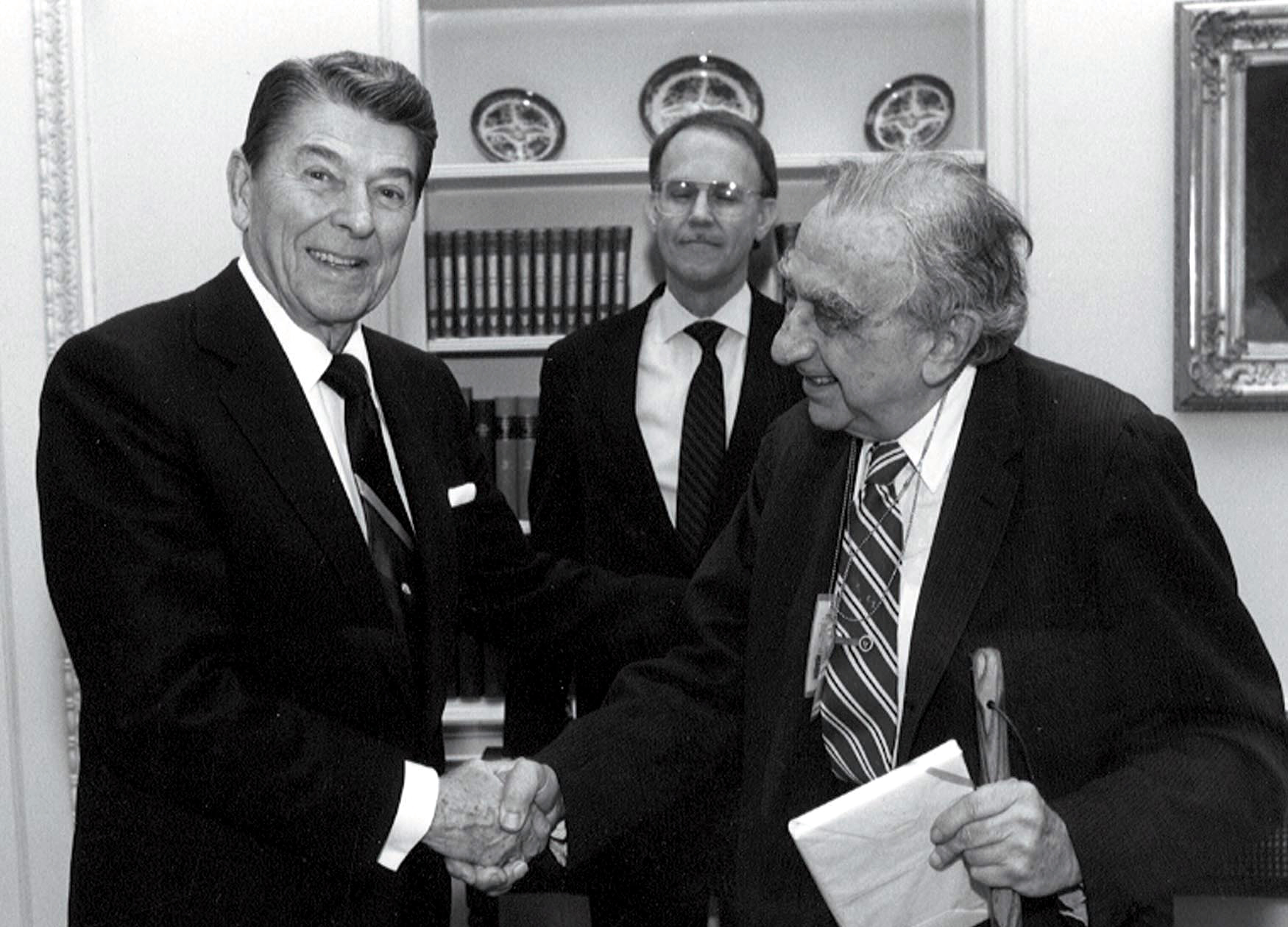
1983年のアメリカ国家科学賞の授与式で、レーガン大統領（左）と握手するテラー（右）

引退後もテラーは絶えず核計画推進の主張者であり続け、実験と開発の継続を訴えた。戦略防衛構想が撤回されたときにも、テラーはその最も強力な擁護者の1人だった。1982年、当時のアメリカ合衆国大統領ロナルド・レーガンよりアメリカ科学界最高峰の栄誉とされるアメリカ国家科学賞を贈られた。
2003年9月、カリフォルニア州スタンフォードで死去。95歳だった。水爆を開発したことに関しては、核による相互確証破壊により核戦争を防げたとして、生涯肯定的な言動を行い、悔いることはなかった。

### 物理学者としての業績
物理学者としては、原子核物理学、分子物理学、表面科学など多岐にわたって業績をあげた。代表的なものにヤーン・テラー効果やレナー・テラー効果、 BETの吸着等温式などがある。ベータ崩壊におけるガモフ・テラー遷移やトマス・フェルミ模型への寄与、メトロポリス・ヘイスティングス法への貢献などでも知られる。

### エピソード
- 20歳の時に市電事故で右足先端を失ったが、ピアノの演奏[14] や自動車の運転を上手くこなした。シラードが、アインシュタインにルーズベルト大統領宛の核開発進言文書に署名してもらうため、彼の家へ行く際、車を運転したのはテラーである（シラードとテラーは親しい友人であり、シラードは運転免許証を持っていなかったため）[15]。

- アインシュタイン＝シラードの手紙の活動以来、テラーは兵器研究への自身の参加について道徳的な観点から悩んでいた。しかし彼は1940年の第8回汎米科学者会議におけるF・D・ローズヴェルト大統領の演説によって、兵器研究参加を決心した。その際、演説を聞いたテラーは自己の能力を自由の防衛の為に駆使する義務があるといった感想を抱いた[16] [17] [18] [※ 2]。

## 受賞歴
- 1959年 レムセン賞
- 1962年 エンリコ・フェルミ賞
- 1975年 ハーヴェイ賞
- 1982年 アメリカ国家科学賞
- 1991年 イグノーベル平和賞[※ 3]

## 著書
テラーの著書には次のものがある。
- Conversations on the Dark Secrets of Physics (1991)
- Better a Shield Than a Sword (1987)
- Pursuit of Simplicity (1980)
- Energy from Heaven and Earth (1979)（邦訳『エネルギーはよみがえる―天と地からのおくりもの』共立出版 ISBN 978-4-320-07086-8）
- Memoirs (2001)